# 啾啾鞋
啾啾鞋（1993年10月9日—），本名謝任杰，臺灣YouTuber，科學與知識型影片創作者。畢業於臺中市立臺中第一高級中等學校與國立中央大學化學系，大學時期在網路上翻譯歐美各種有趣梗圖和影片；之後則轉為自製內容，其影片以冷知識、科普、書評 、迷因等內容為主。而從軍經驗也較為特殊，服役於化學兵部隊，期間曾操作M56土狼式渦輪發煙車。

## 職業生涯
大一升大二時，啾啾鞋開始將歐美各種有趣迷因和影片，翻成中文分享於網路上，並創建自己的翻譯部落格。然而，當自己的作品大受歡迎時，發覺自己的名聲似乎是全來自於他人的創作，因此希望有朝一日能以創作者的身分為眾人所知。此外，由於網路翻譯容易被隨意轉載，加上侵害著作權的法律風險，於是自大三開始決定自製內容，並嘗試各種題材的創作。直到隔年，一支名為「給大一新鮮人的八個建議」的影片，是該頻道首支觀看次數逾萬的影片。爾後開始製作一些「幫生活解惑」相關的知識性內容。
2014年從中華民國陸軍化學兵第三六群退伍後，啾啾鞋決心用一年時間全力發展YouTuber事業，目標訂閱數突破十萬人次，每月收入三萬新臺幣。2017年1月，啾啾鞋與PressPlay平台合作，推出付費訂閱方案。訂閱服務上線三個月，總金額達PressPlay第二名。截至2017年9月，其於PressPlay上的訂閱專案「啾啾鞋！幫你的大腦開外掛」的訂閱總金額為新台幣12.2萬元。
2019年5月28日，啾啾鞋YouTube頻道訂閱人數突破一百萬，成為台灣第30個達到100萬訂閱的YouTuber。
2019年7月9日，啾啾鞋以Mensa International入會考試成績前1%，正式成為門薩國際组織的會員。

## 影片製作與發布
啾啾鞋選擇自己最擅長的「化學」為影片主打內容，以「科學方法解釋生活冷知識」，除了科普性的「一探啾竟」、「超邊緣冷知識」單元外，其頻道還有「啾讀。」、「啾來聊聊」、「開箱影片」、「啾評。」、「邊玩邊聊」、「facebook不酷了！」、「神扯電玩」、「漫遊生產線」、「巨頭的起源」、「啾極知識王」及「我前網看說」等單元。影片每週會推出兩支，於每週三與週六晚上九點上架。
在一次訪談中，啾啾鞋表示其在影片的發想過程中，若有題材靈感則會筆記，並進行研究分析；製作影片時，則會耗費十小時查閱論文及相關資料。影片發布後則分析點閱量與留言數。
此外2019年年初，啾啾鞋同時經營起一個主打迷因短片的頻道「魔鞋啾啾」，專門上傳一些搞笑的短影片。雖然影片無厘頭，但亦都引來大量觀眾觀看和留言。

## 影視作品

### 電影
- 《石器小英雄》 聲演 足強[7]
- 《逃出立法院》 飾演 喪屍

## 出版作品
| 出版日期     | 書名                                                     | 作者   | 出版社   | ISBN               |
| ------------ | -------------------------------------------------------- | ------ | -------- | ------------------ |
| 2021年1月9日 | 《冷知識背後的熱思考：啾啾鞋教你幫大腦開外掛的30個法則》 | 啾啾鞋 | 商周出版 | ISBN 9789864779611 |

## 外部連結
- LBRY/Odysee頻道
- 魔鞋啾啾 LBRY/Odysee頻道
- （繁體中文） YouTube上的啾啾鞋頻道
- （繁體中文） YouTube上的魔鞋啾啾頻道 （页面存档备份，存于）
- （繁體中文） 啾啾鞋的Facebook專頁
- （繁體中文） 啾啾鞋的Instagram帳戶
- PressPlay訂閱專頁 （页面存档备份，存于）